# Casanova '70
Casanova '70 è un film del 1965 diretto da Mario Monicelli.

## Trama
Andrea Colombetti, maggiore italiano distaccato presso la NATO, è esperto nel sedurre le donne con qualche dose di adrenalina. Qualcosa però va storto e il suo psicanalista gli ordina una vacanza rilassante. Ma i giochi di seduzione non finiscono.

## Produzione
Alcuni esterni del film furono girati in Puglia: in particolare nei Comuni di Conversano (il Castello Marchione ambienta la residenza siciliana dove Mastroianni accompagna la Mell), Turi (la Masseria Caracciolo, dove risiede Virna Lisi), Alberobello (il Trullo Sovrano, in Piazza Sacramento, dove abita la "pedicure" Moira Orfei) e Locorotondo, in via Garibaldi, nel cuore del centro storico.
Furono, altresì, girate scene in Sicilia, ad Augusta, in provincia di Siracusa. Alcune scene sono ambientate anche a Polignano a Mare, Altamura (stazione), Monopoli, dentro le Grotte di Castellana, oltre che ad Ostuni (discesa panoramica). Le scene del concerto sono state girate nell'incantevole Teatro Olimpico di Vicenza.

## Riconoscimenti
- 1966 – Premio Oscar
  - Candidatura alla miglior sceneggiatura originale a Age & Scarpelli, Mario Monicelli, Giorgio Salvioni, Tonino Guerra e Suso Cecchi D'Amico
- 1965 – Festival Internazionale del Cinema di San Sebastián[3]
  - Concha de Plata al miglior regista a Mario Monicelli
  - Concha de Plata al miglior attore a Marcello Mastroianni